# Milos
Mílos, även Melos (grekiska: Μήλος), är en ö i sydvästra delen av Egeiska havet, vanligen räknad till Kykladerna, med en yta på 151 km². 

## Geografi
Ön har hästskolik form, med en på norra sidan djupt inskärande vik. Dess stomme är en porös, av havsvatten genomdränkt kalkstensklippa (högsta toppen, S:t Elias, är 772 m.), i vars inre vulkaniska krafter ännu är verksamma och ger sig till känna genom en mängd heta, delvis svavelhaltiga källor. Orten Plaka ligger på ett berg vid inloppet till hamnen med hamnstaden Adámas.

## Naturtillgångar
Den fuktiga värmen i jorden som kommer av de varma källorna, är mycket gynnsam för växtligheten och bringar skördarna ovanligt hastigt till mognad. Långt mera betydande är dock mineralrikets alster, bland vilka obsidian, alun, svavel, koksalt, gips, porslinslera, pimsten, koppar, silverhaltig baryt och kvarnstenar utgör, samt delvis redan i forntiden utgjorde viktiga exportartiklar. 

## Historia
Mílos synes ha befolkats på 4000-talet f.Kr. på grund av tillgången på obsidian. Det var en tid bebott av fenicier, men redan mycket tidigt erhöll det dock grekisk befolkning av minyer och dorer från Lakonien. Det doriska elementet bibehöll fortfarande övervikten, och av denna orsak var Mílos aldrig benäget att biträda Atens vapenförbund. Med anledning därav blev det angripet av atenarna och erövrat efter hårdnackat motstånd (416 f.Kr.) samt grymt bestraffat med nästan fullständig utrotning av befolkningen. I stället ditsändes 500 attiska nybyggare (klerucher), vilka dock vid Peloponnesiska krigets slut fördrevs av Lysandros. Med öns välstånd och blomstring var det för alltid förbi. 
På Mílos uppstod redan tidigt en kristen församling, vars underjordiska gravar (katakomber) i närheten av den forna staden ännu finns i behåll. Efter 1204 utgjorde Mílos en del av det frankiska hertigdömet Naxos, från vilket det 1341 för någon tid avsöndrades som en självständig stat 
under Marco Sanudo. 1537 erövrades det av turkarna, men tillhör numera Grekland.

## Fornlämningar
Av den forntida huvudstaden, Melos, finns vid bergets fot tämligen betydliga lämningar, bl. a. ruinerna efter en teater. Utanför den gamla stadsmuren påträffas åtskilliga urgamla gravkamrar, som under forntidens yngsta tidsskede synes ha nyttjats till gömställen för konstverk som hotades av fara att förstöras eller bortrövas. Där återfanns 1820 den berömda meliska Afrodite eller Venus Milo.